# Salem Hamdi
Salem Hamdi (arabe : سالم حامدي), né le 15 janvier 1954 à Sidi Bouzid, est un universitaire, chercheur et homme politique tunisien.
Il est secrétaire d'État auprès du ministre de l'Agriculture et de l'Environnement en 2011, au sein du gouvernement d'union nationale de Mohamed Ghannouchi et de celui de Béji Caïd Essebsi, avant de prendre la tête de l'Agence arabe de l'énergie atomique.

## Biographie
Salem Hamdi étudie aux États-Unis où il obtient un doctorat en génie alimentaire.
Entre 1997 et 2003, il est directeur des études et des stages à l'École supérieure des industries alimentaires. Il est ensuite professeur des universités et directeur de recherche.
À la suite de la révolution de 2011, Salem Hamdi est nommé secrétaire d'État auprès du ministre de l'Agriculture et de l'Environnement dans le gouvernement d'union nationale de Mohamed Ghannouchi puis dans celui de Béji Caïd Essebsi. Ses ministres de l'Agriculture et de l'Environnement référents sont Habib M'barek (jusqu'au 27 janvier) puis Mokhtar Jallali.
En 2016, Salem Hamdi prend la direction de l'Agence arabe de l'énergie atomique, une organisation scientifique internationale arabe en science nucléaire sous l'égide de la Ligue arabe, pour un mandat de 4 ans, il est réélu en juin 2020 pour un mandat prévu jusqu'à fin février 2025.

### Vie privée
Salem Hamdi est marié et père de deux enfants.